# أحمد عماد الدين راضي
أحمد عماد الدين راضي، طبيب وسياسي مصري تولَّى وزارة الصحة. ولد في 8 يونيو عام 1955 وحصل على بكالوريوس الطب في عام 1985، وماجستير العظام عام 1987، والدكتوراه عام 1989، وتولى عددًا من المناصب منها وكيل كلية الطب لشئون المجتمع والبيئة في 20 سبتمبر 2010، وعيّن عميدا للكلية بالانتخاب.

## حياته العلمية والمهنية
كان أحد ثلاثة أطباء، خضعوا لدورة تدريبية مُكثفة على جهاز مفصل حوض لا يتجاوز حجمه 3 سنتيمترات، يسمح بعودة الحركة الطبيعية بنسبة 95%، خلال خمسة عشر يومًا، بزيادة قدرها 15% في حال تركيب المفصل قبل تطويره، وذلك على يد مخترعي الجهاز «إيطالي وألماني»، اللذان اشترطا حضور أحدهما أثناء إجراء أول جراحة به في مصر دون أي تدخل، حيث أجريت بالكامل على يد الفريق المصري برئاسة الدكتور أحمد عماد الدين راضي.
ووقع الدكتور أحمد عماد، والدكتور حسين عيسى رئيس جامعة عين شمس، بروتوكول تعاون مع القائم بأعمال السفير الصيني في المجال الطبي بهدف إنشاء أول وحدة متخصصة في تشخيص أمراض الجهاز الهضمي والمريء بالجامعة، وافتتحا مركز الكفراوي لكبسولة الأمعاء والمتخصص في تشخيص حالات المريء والجهاز الهضمي بمستشفى عين شمس الجامعي، والتي تتمثل التكنولوجيا الخاصة بها في كبسولة لا يزيد طولها على سنتيمترين موصلة بجهاز إلكتروني يسجل نسبة الحموضة في المريء على مدى ثمانيةٍ وأربعين ساعة متواصلة؛ ليقرغ بعدها المعلومات ويحليلها عبر برنامج تكنولوجي يحدد بدقة متناهية سبب وأوقات وفترات حدوث ازدياد نسبة الحموضة بالمريء.
في عهد الدكتور أحمد عماد دخلت كلية الطب ضمن الثلاثمائة الأوائل لكليات الطب المصنفة على مستوى العالم، وأنها بصدد اقتطاع مبالغ من الدراسات العليا لدعم الأبحاث العلمية المنشورة دوليا.